# اسكي حصن منصور (أديامان)
اسكي حصن منصور (بالكردية: Girik‏) (بالتركية: Eskihüsnümansur)‏ هي قرية كرديّة رشوانيّة تتبع إداريّاً لمديرية أديامان في محافظة أديامان التركية الواقعة في جنوب شرق الأناضول. بلغ عدد سكانها 42 نسمة في عام 2021.